# دی‌جی

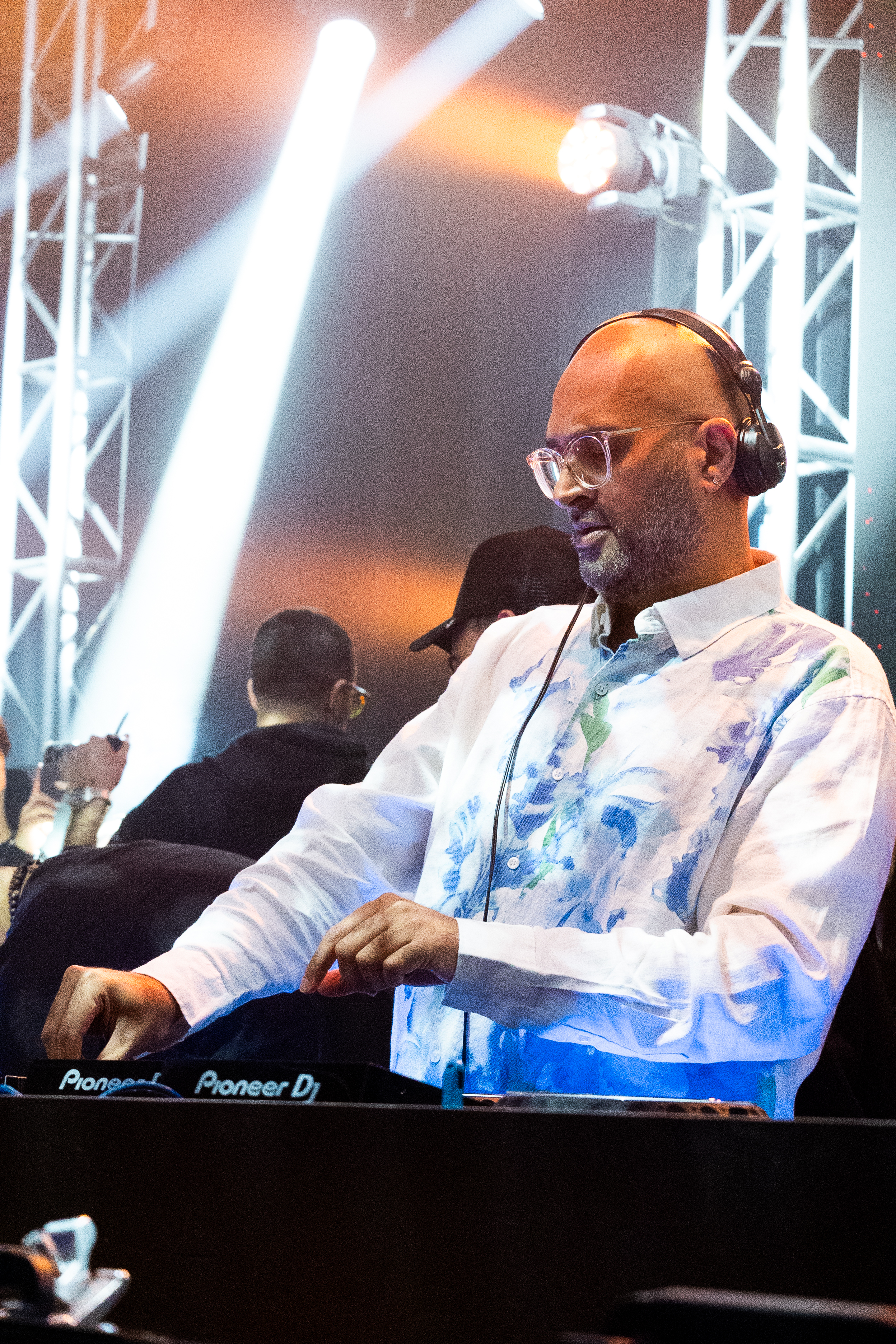
نامیتو دی جی ایرانی در تورنتو

دی‌جِی (DJ)، (کوتاه شدهٔ دیسک‌جاکِی) (به انگلیسی: Disc Jockey)، به کسی گفته می‌شود که آهنگ‌های پیشتر ضبط شده روی دیسک را انتخاب کرده و با شکل متفاوتی برای مخاطبان مورد نظر خود پخش می‌کند.
دی‌جی‌ها برای پخش موسیقی از یک ست، شامل دو پخش‌کننده دیسک و یک میکسر حداقل دو کاناله استفاده می‌کنند. در گذشته این پخش کننده‌ها فقط ترن تیبل‌ها بودند و صفحه‌های آنالوگ موزیک را پخش می‌کردند اما امروزه سی‌دی‌جی‌ها نیز در کنار ترن تیبل‌های آنالوگ کار پخش سی دی‌ها را برای دی‌جی‌ها میسر ساخته‌اند.
از دی‌جی‌ها معمولاً انتظار می‌رود تا در شناخت، برگزیدن و هم‌آمیزی جالب آهنگ‌ها خبرگی کافی را داشته باشند. مخاطبان دی‌جی‌ها معمولاً جمعیت رقصنده در دیسکوها هستند.

## نام
نام دی‌جی کوتاه شده واژه انگلیسی دیسک‌جاکِی است. دیسک در انگلیسی در آغاز به معنی صفحه گرامافون نیز به‌کار می‌رفت. کسانی که در رادیو به اعلام پخش صفحه‌های مختلف گرامافون می‌پرداختند را دیسک‌جاکی می‌گفتند زیرا جاکی از فعل انگلیسی to jockey به معنای آوازه‌خوانی می‌آید و بنابراین دیسک‌جاکی در آغاز به معنی «صفحه‌خوان» یا «صفحه‌گذار» بوده‌است.

## فنون دی‌جی‌گری
در حرفه دی‌جی‌گری به پخش ساده یک رشته آهنگ‌های آماده اصطلاحاً برنامه‌گذاری (programming) می‌گویند. 

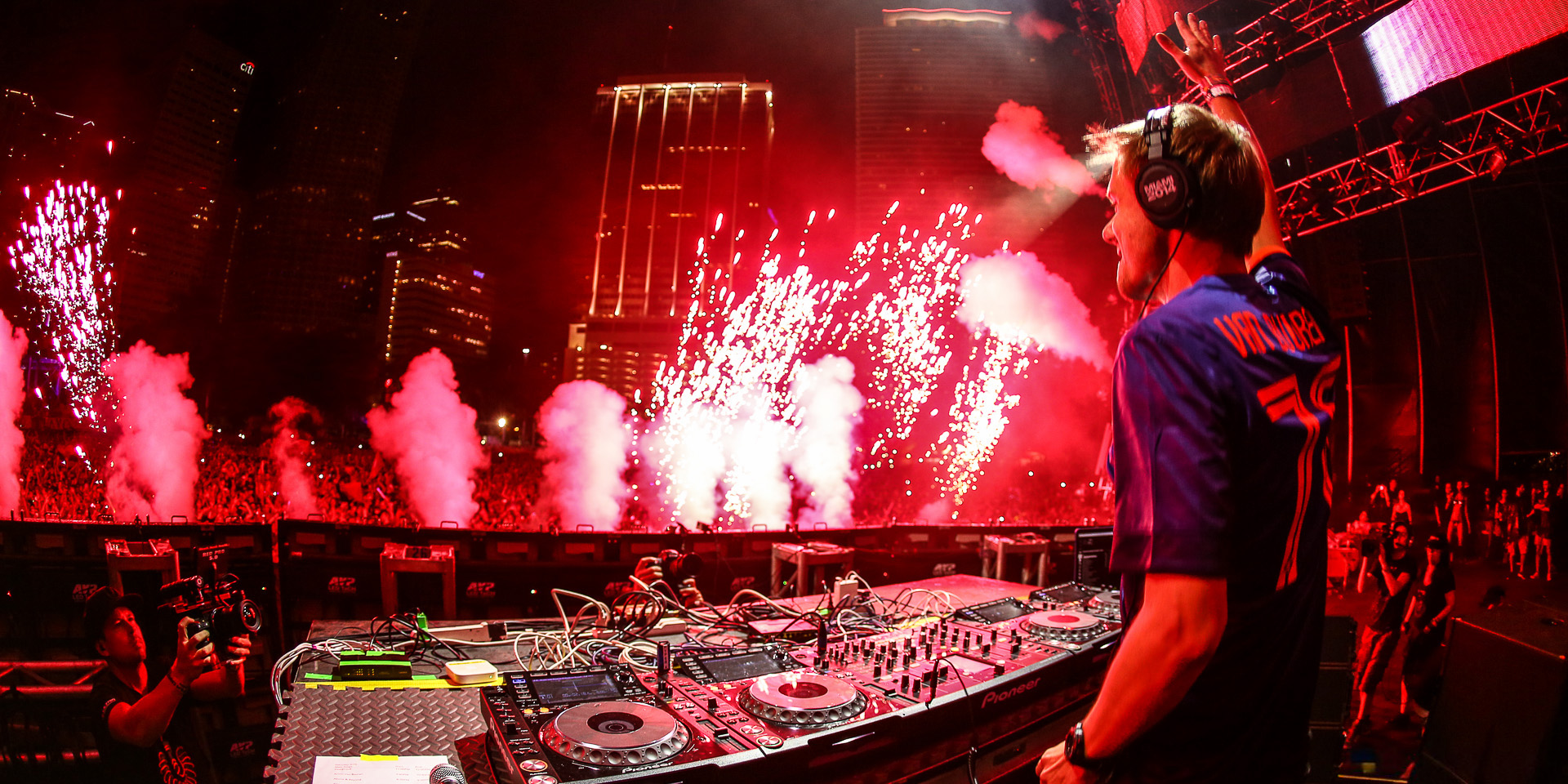
دی‌جی آرمین وَن بورِن در جشنواره موسیقی اولترا

دی‌جِی (DJ) (کوتاه شدهٔ دیسک‌جاکی) (به انگلیسی: Disc Jockey)، به کسی گفته می‌شود که آهنگ‌های پیشتر ضبط شده روی دیسک را انتخاب کرده و با شکل متفاوتی برای مخاطبان مورد نظر خود پخش می‌کند.
دی‌جی‌ها برای پخش موسیقی از یک ست، شامل دو پخش‌کننده دیسک و یک میکسر حداقل دو کاناله استفاده می‌کنند. در گذشته این پخش کننده‌ها فقط ترن تیبل‌ها بودند و صفحه‌های آنالوگ موزیک را پخش می‌کردند اما امروزه سی‌دی‌جی‌ها نیز در کنار ترن تیبل‌های آنالوگ کار پخش سی دی‌ها را برای دی‌جی‌ها میسر ساخته‌اند.
از دی‌جی‌ها معمولاً انتظار می‌رود تا در شناخت، برگزیدن و هم‌آمیزی جالب آهنگ‌ها خبرگی کافی را داشته باشند. مخاطبان دی‌جی‌ها معمولاً جمعیت رقصنده در دیسکوها هستند.
دی‌جی‌های کارآزموده، به تشکیل دادن یک فهرست آهنگ به انتخاب خود می‌پردازند. از کارهای دیگر آنها ایجاد تغییرات و دستکاری در آهنگ‌های اصلی، و انجام فنونی مانند آمیختن صدا، صف‌بندی آهنگ‌ها، آهنگ‌آمیزی، برش‌کاری موسیقی، خراشکاری موسیقی، هماهنگ‌کردن ضرب‌ها یا همان ضرب‌آمیزی و ابتکار در ایجاد آهنگ‌های جدید است.
دی‌جی خوب کسی است که سرعت ضرب آهنگ‌ها و نوع آهنگ‌های پشت سر هم را جوری تنظیم کند که رقصنده‌ها و شنونده‌ها قطع و وصل آنچنانی‌ای در روند آهنگ‌ها حس نکنند. دی‌جی باید با تنظیمات خود یک «گذار نرم» را بین آهنگ‌ها ایجاد کند تا به‌وسیله آن، حال و هوای سکوی رقص را بارها پشت سر هم در یک شب عوض کند بدون اینکه جریان رقص قطع شود.

## تجهیزات دی جی
دی‌جی‌ها با استفاده از ابزار های خود می‌توانند ترک‌ها را ترکیب، هماهنگ و بازآفرینی کنند. تجهیزات سنتی‌تر شامل ترن‌تیبل و میکسر آنالوگ بودند، اما امروزه ابزارهای دیجیتال مثل کنترولرهای حرفه‌ای و نرم‌افزارهای پیشرفته جایگزین شده‌اند. بسته به سبک کار و بودجه، دی‌جی‌ها از ترکیبی از این ابزارها استفاده می‌کنند.
| نام               | کاربرد                                                    | نوع              |
| ----------------- | --------------------------------------------------------- | ---------------- |
| ترن تیبل          | پخش صفحات وینیل و اجرای اسکرچ                             | آنالوگ           |
| میکسر             | ترکیب دو یا چند منبع صوتی، تنظیم ولوم، افکت‌ها             | آنالوگ / دیجیتال |
| کنترولر دی‌جی      | ترکیب سخت‌افزار و نرم‌افزار برای کنترل کامل روی میکس و اجرا | دیجیتال          |
| لپتاپ / کامپیوتر  | اجرای نرم‌افزارهای دی‌جی                                    | دیجیتال          |
| هدفون             | شنیدن پیش‌نمایش ترک‌ها برای هم‌زمان‌سازی دقیق                 | ضروری            |
| اسپیکر مانیتورینگ | پخش دقیق و باکیفیت صدای خروجی برای تنظیم میکس             | استدیویی / اجرا  |
| کارت صدا          | بهبود کیفیت صدای ورودی و خروجی در سیستم‌های حرفه‌ای         | استدیویی / اجرا  |
| نرم‌افزار دی‌جی     | ابزارهای دیجیتال برای میکس، سینک و اجرای زنده             | دیجیتال          |

## نگارخانه

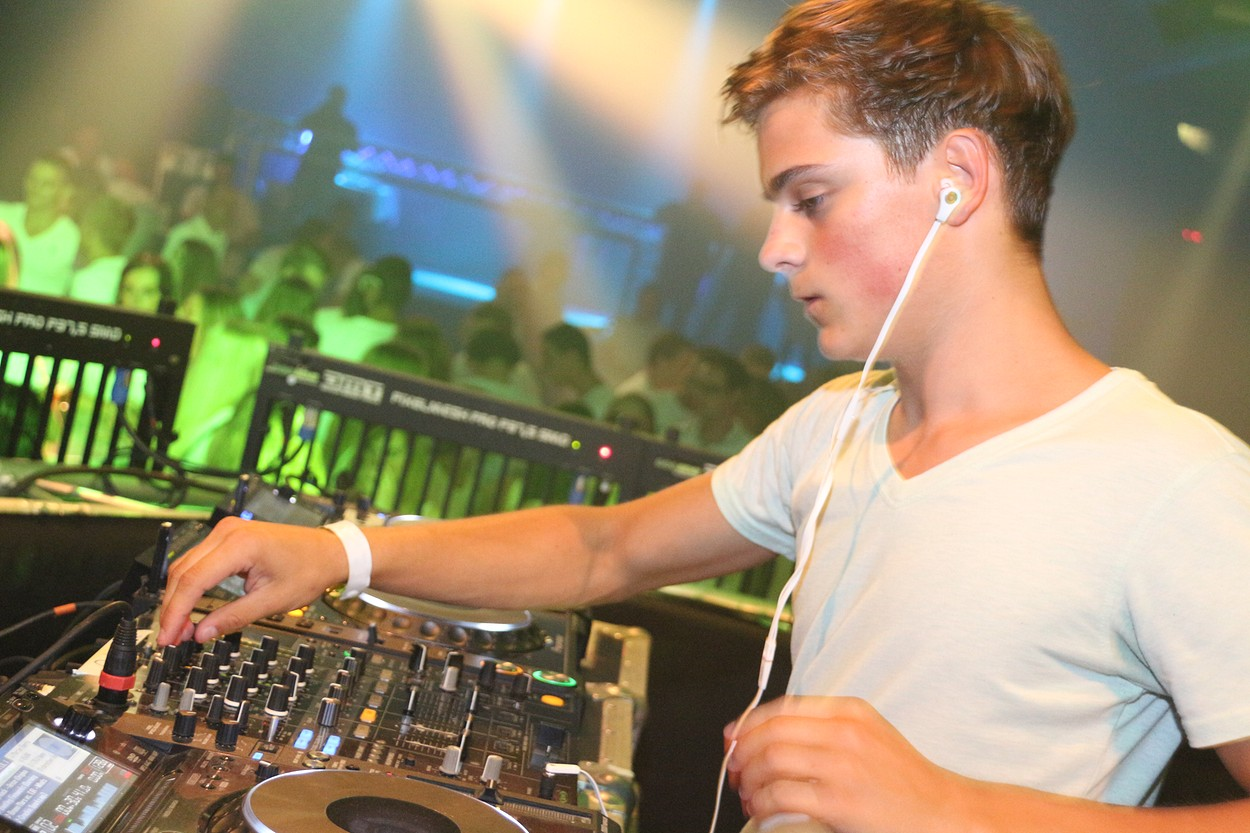
مارتین گریکس
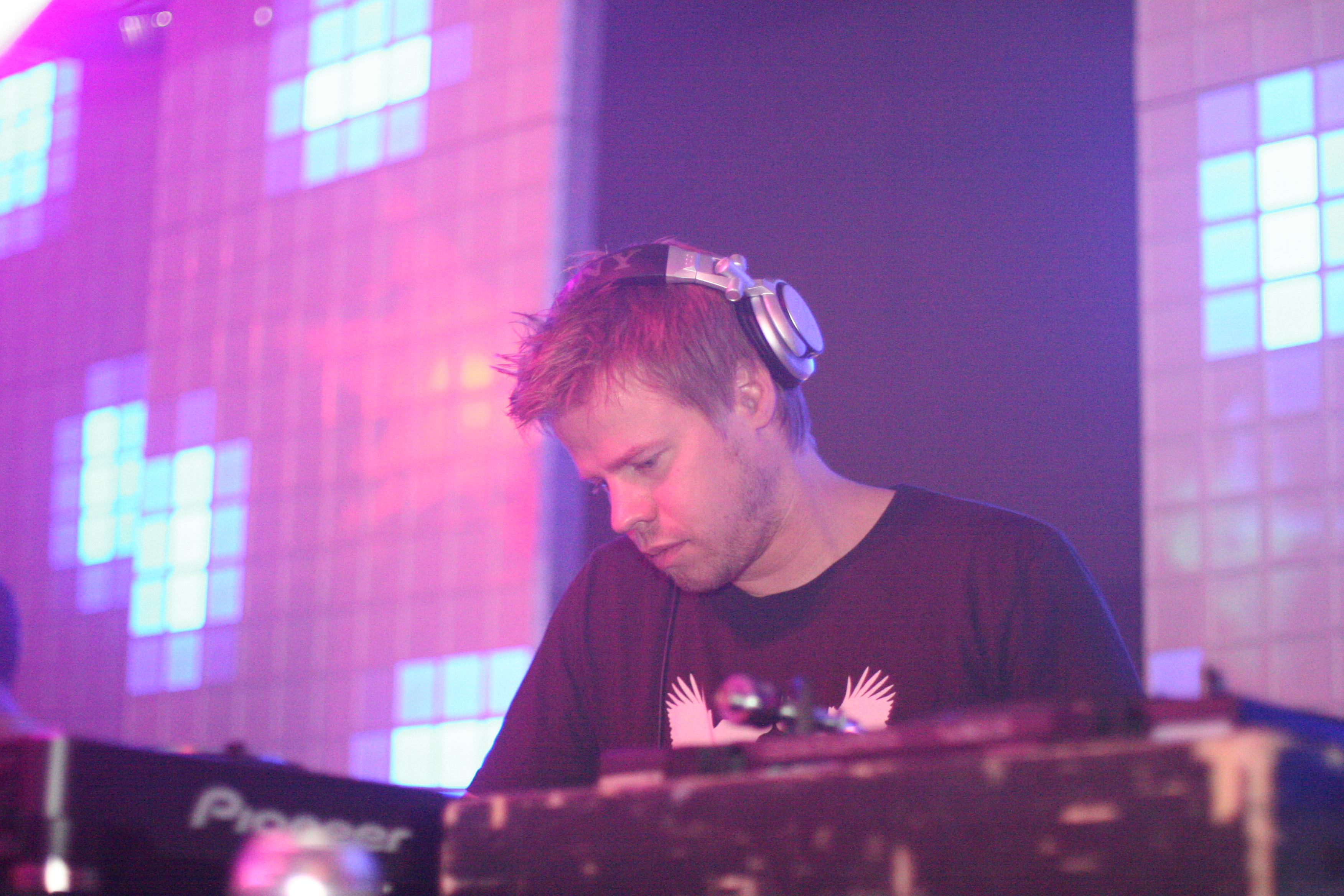
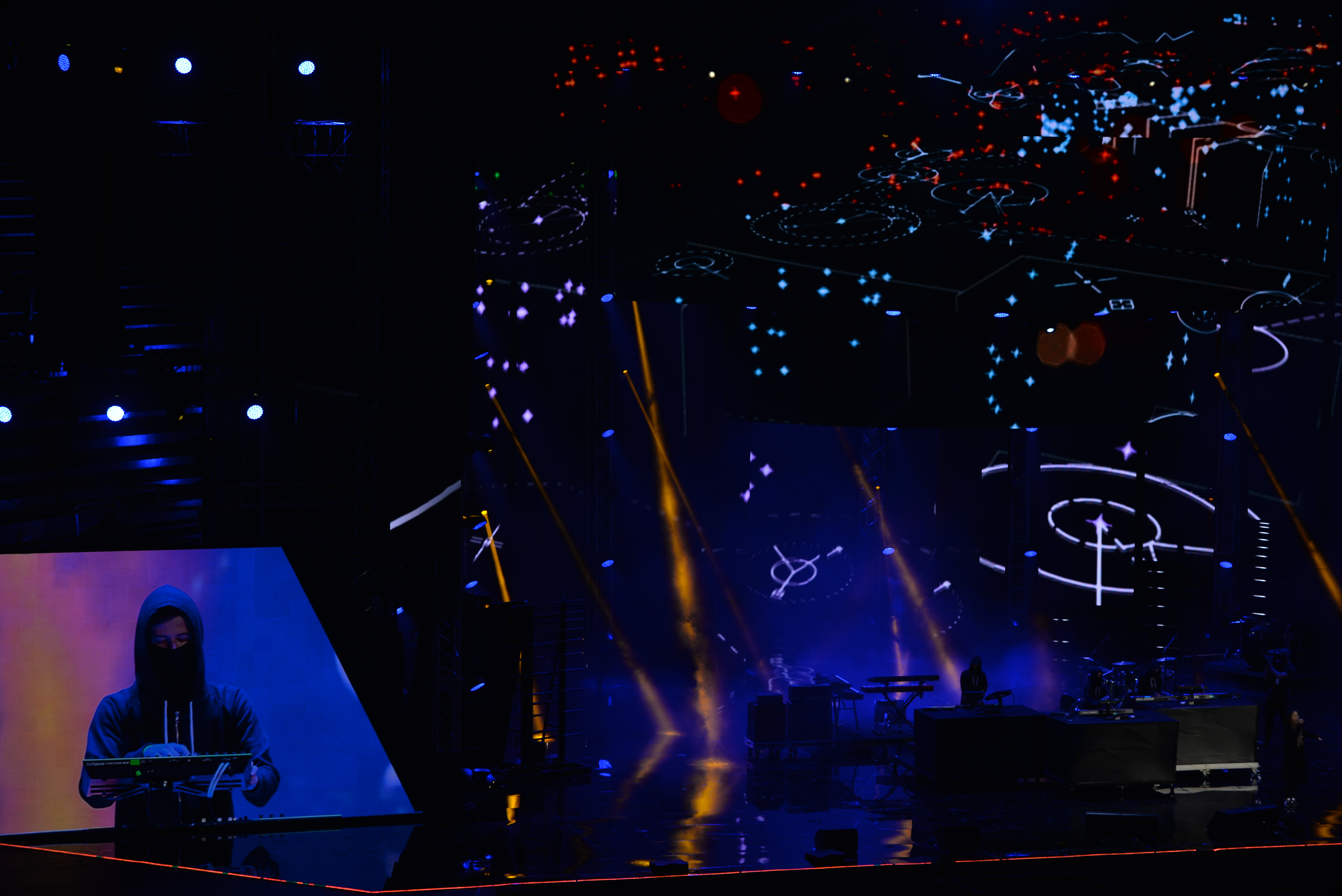
کنسرت آلن واکر در سال ۲۰۱۶
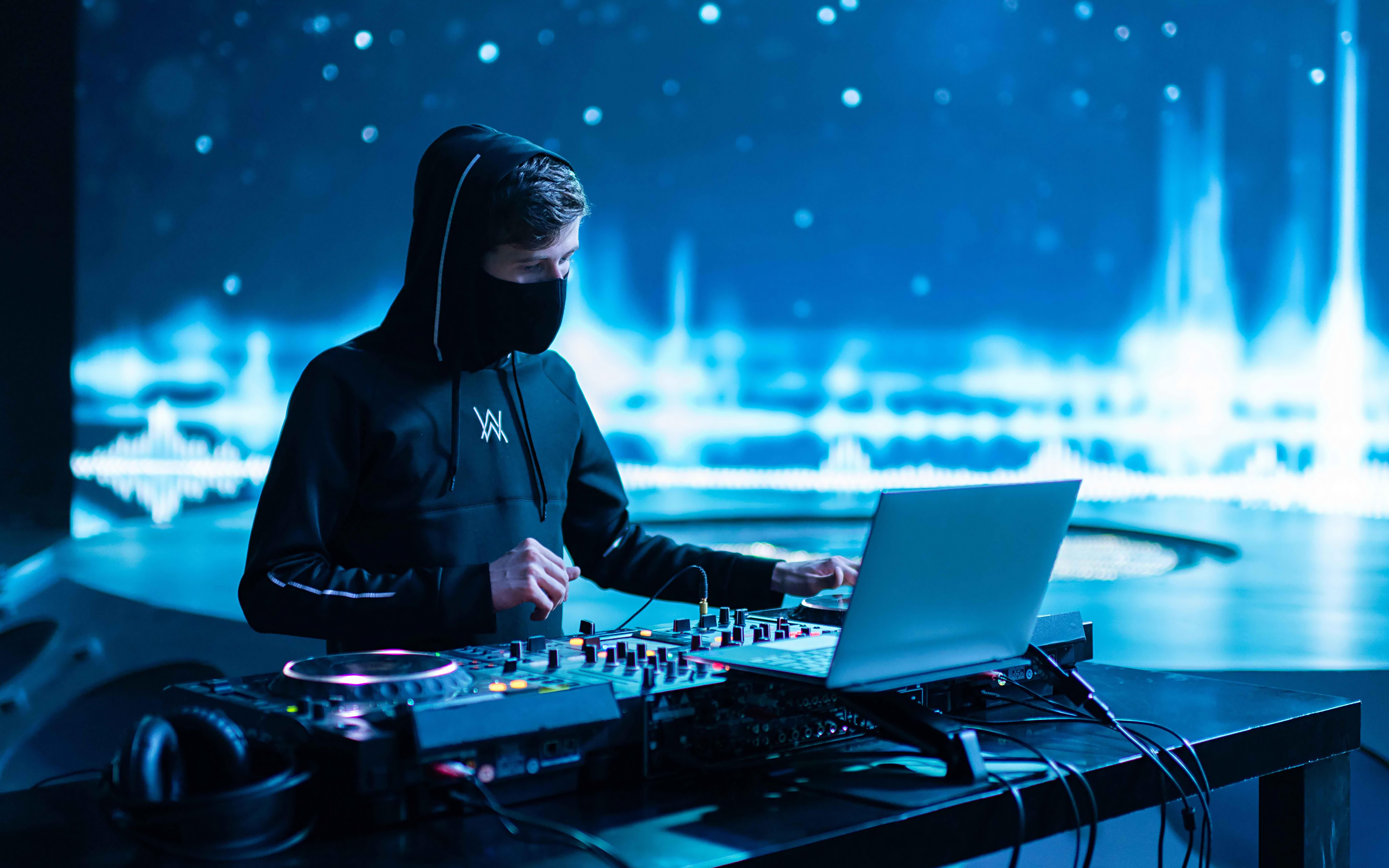
آلن واکر در سال ۲۰۱۸